# 赫拉德茨-克拉洛韦火车总站
赫拉德茨-克拉洛韦火车总站（捷克語：Hradec Králové hlavní nádraží）是捷克赫拉德茨-克拉洛韦的主要鐵路車站，啟用於1857年。現今的車站大樓建於1935年，車站有鐘塔，高46公尺。車站大樓於1981年5月3日被宣佈為文化古蹟。